# Belvès
Belvès je francouzská obec v departementu Dordogne v regionu Akvitánie. V roce 2009 zde žilo 1 432 obyvatel. Je centrem kantonu Belvès.